# St. Maurice (Luisiana)
St. Maurice es un lugar designado por el censo ubicado en la parroquia de Winn en el estado estadounidense de Luisiana. En el Censo de 2010 tenía una población de 323 habitantes y una densidad poblacional de 18,57 personas por km².

## Geografía
St. Maurice se encuentra ubicado en las coordenadas 31°45′41″N 92°56′20″O / 31.76139, -92.93889. Según la Oficina del Censo de los Estados Unidos, St. Maurice tiene una superficie total de 17.39 km², de la cual 17.39 km² corresponden a tierra firme y (0%) 0 km² es agua.

## Demografía
Según el censo de 2010, había 323 personas residiendo en St. Maurice. La densidad de población era de 18,57 hab./km². De los 323 habitantes, St. Maurice estaba compuesto por el 25.7% blancos, el 72.45% eran afroamericanos, el 0.62% eran amerindios, el 0.31% eran asiáticos, el 0% eran isleños del Pacífico, el 0% eran de otras razas y el 0.93% pertenecían a dos o más razas. Del total de la población el 0% eran hispanos o latinos de cualquier raza.